# Clotilde Luisi

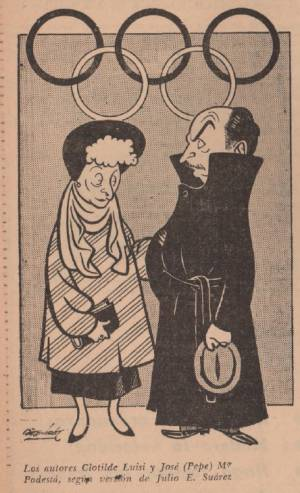
Clotilde Luisi mit José María Podestá; Karikatur von José E. Suárez (Peloduro)

 Clotilde Erminia Elisa Luisi  (* 24. Juli 1882 in Paysandú, Uruguay; † 1969 in Rom, Italien) war eine uruguayische Anwältin, Autorin, Übersetzerin und Hochschullehrerin.  Sie war die erste weibliche Anwältin Uruguays.

## Leben und Werk
Luisi war eine von sechs Töchtern der acht Kinder des italienischen Emigranten Angel Luisi Pisano und der Lehrerin María Teresa Josefina Janicki, einer Tochter polnischer Exilanten in Frankreich. Sie besuchte das Instituto Normal de Señoritas und erhielt dort die Qualifikation zur Grundschullehrerin.
1900 zog sie mit einem Stipendium nach Buenos Aires, um eine Ausbildung am Institut für taubstumme Kinder zu erhalten. Sie bestand nach zwei Jahren erfolgreich die Prüfung in diesem Fachgebiet. Anschließend studierte sie von 1906 bis 1911 an der Universidad de la República Rechts- und Sozialwissenschaften und erhielt als erste Frau in Uruguay ihren Abschluss als Anwältin. 1908 war sie das einzige weibliche Mitglied der uruguayischen Delegation bei dem ersten Internationalen Kongress amerikanischer Studenten in Montevideo. Sie schlug die Gründung der League of American Students vor, um regelmäßige Treffen in verschiedenen Städten Amerikas abhalten zu können. Die Liga wurde gegründet und der erste Präsident war der Historiker Héctor Miranda. Der Bund wurde 1914 aufgelöst.
Luisi wurde nach Europa gesandt, um Uruguay bei der Konferenz der Gehörlosenlehrer in Rom zu vertreten. Nach ihrer Rückkehr wurde sie als Professorin für Moralphilosophie und Religion an das Instituto Normal de Señoritas berufen. Nachdem sie die Bibliothek der juristischen Fakultät der Universidad de la República organisiert hatte, wurde sie 1912 als erste Frau auf eine Professur an diese Fakultät berufen. Als 1913 die Frauenuniversität in Montevideo gegründet wurde, war sie dort bis 1919 die erste Direktorin. Von 1912 bis 1918 war sie Dekanin der Abteilung für Primar- und Sekundarunterricht für Frauen.
Sie schrieb über historische und philosophische Themen und übersetzte mehrere philosophische Werke ins Spanische. Bei den Olympischen Spielen 1948 in London erhielt sie eine lobende Erwähnung im Rahmen der Kunstwettbewerbe für ihr Werk El Desafio, ein Theaterstück in drei Akten, welches sie zusammen mit ihrem Ehemann José Maria Podestá schrieb.
Luisi war zusammen mit ihrem Mann als uruguayische Diplomatin in Europa tätig. Sie starb 1969 in Italien, wo sie als Diplomatin an der Botschaft in Rom arbeitete.
In Montevideo ist der Park Plaza Clotilde Luisi nach ihr benannt.

## Veröffentlichungen (Auswahl)
- 1938: mit José María Podestá: Juguetes
- 1938: mit José María Podestá: La fragua
- 1943: mit José María Podestá: Sinfonía de los héroes: El artista y el hombre
- 1949: mit José María Podestá: Una mujer que se asoma por la ventana
- 1953: Regreso y otros cuentos
- 1958: mit José María Podestá: Treinta jovenes poetas italianos